# Around the World (East 17)
Around the World è una canzone della boy band britannica East 17, estratta come primo singolo dal secondo album del gruppo Steam del 1994.

## Tracce
1. Around The World (Our World Master 7")  4:37
2. Around The World (Overworld Vocal)  6:55
3. Around The World (Global House)  6:36
4. Around The World (P & C Mix)  6:45

## Classifiche
| Chart (2007)  | Peak position |
| ------------- | ------------- |
| Svizzera      | 16            |
| Austria       | 29            |
| Paesi Bassi   | 14            |
| Svezia        | 23            |
| Australia     | 4             |
| Nuova Zelanda | 22            |
| UK            | 3             |
| Lituania      | 10            |
| Italia        | 25            |